# Zlata piščal
Zlata piščal je slovenska strokovna glasbena nagrada, ki jo podeljuje Kulturno-umetniško društvo Zlata piščal za dosežke na področju slovenske popularne glasbe.  Nagrada se podeli na vsakoletni slovesnosti, ki vključuje tudi nastope različnih glasbenih izvajalcev. Je edina slovenska strokovna nagrada, namenjena izvajalcem in ustvarjalcem zabavne glasbe.
Prvič je bila podeljena 29. maja 2015 v okviru 2. Dneva slovenske glasbe v ljubljanskem Hotelu Union.

## Ime nagrade
Ime nagrade »zlata piščal« je navdihnila starodavna piščal, najdena leta 1995 v jamskem paleolitskem najdišču Divje babe, ki datira v čas okoli 60.000 let pred našim štetjem. Pripadala bi naj neandertalcu, živečemu na področju današnje Slovenije, in je najstarejše doslej najdeno glasbilo. Najdba dokazuje, da umetniško izražanje sega daleč v pradavnino, da je glasba verjetno najstarejša oblika umetniškega izražanja (najstarejše doslej najdene in odkrite jamske poslikave so cca. 20.000 let »mlajše«) in da je prvi znani glasbeni izvajalec živel na področju naše države. Zgodba je tako zanimiva in posebna, da so se organizatorji nagrado odločili poimenovati po tej najdbi.

## Zgodovina
Društvo Zlata piščal se je za ustanovitev nagrade odločilo, saj po ukinitvi nagrade zlati petelin v Sloveniji ni bilo prave cehovske nagrade na področju zabavne glasbe. Nagrado so prvič podelili 29. maja 2015 v ljubljanskem Hotelu Union. Podeljena pa je bila v štirih kategorijah, društvo pa načrtuje, da se bo z leti število kategorij večalo. Drugič so bile nagrade podeljene 7. junija 2016 v ljubljanskem hotelu Radisson Blu Plaza. Tokrat so bile podeljene v petih kategorijah, dodali so nagrado za življenjsko delo, ki jo je prejel Alfi Nipič. Tretja podelitev nagrad je potekala 13. junija 2017 v ljubljanskem Hotelu Union. Nagrade so znova podelili v petih kategorijah. Četrta podelitev je potekala 19. junija 2018 v ljubljanskem Austria Trend hotelu.
| #     | Datum          | Za leto | Prizorišče                               | Št. kategorij |
| ----- | -------------- | ------- | ---------------------------------------- | ------------- |
| I.    | 29. maj 2015   | 2014    | Grand hotel Union, Ljubljana             | 4             |
| II.   | 7. junij 2016  | 2015    | Radisson Blu Plaza, Ljubljana            | 5             |
| III.  | 13. junij 2017 | 2016    | Grand hotel Union, Ljubljana             | 5             |
| IV.   | 19. junij 2018 | 2017    | Austria Trend Hotel Ljubljana            | 5             |
| V.    | 29. maj 2019   | 2018    | Radisson Blu Plaza, Ljubljana            | 5             |
| VI.   | 18. junij 2020 | 2019    | »na terenu«                              | 5             |
| VII.  | 20. maj 2021   | 2020    | spletna podelitev                        | 5             |
| VIII. | 12. maj 2022   | 2021    | Stolp Škrlovec, Kranj                    | 5             |
| IX.   | 11. maj 2023   | 2022    | Sodni stolp, Maribor                     | 5             |
| X.    | 7. maj 2024    | 2023    | Anton Podbevšek Teater, Novo mesto       | 5             |
| XI.   | 29. maj 2025   | 2024    | nekdanje skladišče soli Grando, Portorož | 5             |

Leta 2023 je bila podelitev prvič tudi predvajana na televiziji, in sicer na TV Maribor (v produkciji Studia Wolf in PNV). Posnetek podelitve je bil predvajan pet dni kasneje.

## Organizator
Zlata piščal je formalno oblikovana kot društvo. Predstavlja jo organizacijski odbor, ki ga sestavljajo uveljavljeni slovenski glasbeniki. K aktivnemu sodelovanju želijo pritegniti vse deležnike glasbenega ustvarjanja in poustvarjanja ali kakršnekoli oblike glasbene dejavnosti.

## Akademija
Organizator k udeležbi v Akademiji Zlate piščali vsakič povabi širok nabor z glasbo povezanih strokovnjakov. Akademija je sestavljena iz različnih profilov – glasbenih urednikov, novinarjev specialistov, producentov, organizatorjev glasbenih dogodkov, intelektualcev s področja kulture. Namen je, da so nagrade zlata piščal utemeljene na širokem soglasju najrazličnejših pogledov.
Peto leto (2019, nagrade za 2018) je akademija štela 91 članov. Leta 2023 je glasovalo 65 strokovnjakov.

## Kategorije
Nagrade zlata piščal izbira in podeljuje akademija, ki prejme nabor vseh izvajalcev, skladb, albumov in novincev, ki so bili zaznavni v minulem letu. Nabor kandidatov je sestavljen na podlagi evidence vpisa v bazo IPF-a. Vsak član akademije lahko ponujeni nabor poljubno razširi s svojimi predlogi.
Nagrade zlata piščal so bile leta 2015 podeljene za ustvarjalno leto 2014 v naslednjih kategorijah:
- naj izvajalec (izvajalec leta)
- naj skladba (skladba leta)
- naj album (album leta)
- naj novinec (novinec leta)[5]

Od leta 2016 se poleg omenjenih podeljuje še nagrada za življenjsko delo.
Kandidate za nominirance v osrednjih štirih kategorijah Akademija zbere z javnim pozivom ustvarjalcem in založbam za prijavo glasbenih del, ustvarjenih v preteklem letu. Nominirancev v posamezni kategoriji je praviloma pet, v primeru enakega števila točk pa jih je lahko tudi več. Glasovanje poteka v dveh krogih: člani Akademije najprej s točkovanjem oblikujejo nabor nominirancev, nato pa izmed teh v drugem krogu izglasujejo zmagovalca.
Vsaj od leta 2022 za novince štejejo izvajalci, ki so v določenem letu »s svojim delom naredili preboj v prepoznavnosti in glasbeni ustvarjalnosti« in do tistega leta »še niso bili širše priznani in uveljavljeni izvajalci« ter še nikoli niso bili nominirani za zlato piščal v tej kategoriji. Zlato piščal za življenjsko delo prejmejo izvajalci, »ki so s svojim delom in stvaritvami v daljšem časovnem obdobju pomembno prispevali k oblikovanju glasbene in kulturne krajine v Sloveniji«. Prejeti jo je mogoče le enkrat.

## Seznam nagrajencev
| Leto | Izvajalec leta        | Skladba leta                            | Album leta                                          | Novinec leta                 | Življenjsko delo     | Vir           |
| ---- | --------------------- | --------------------------------------- | --------------------------------------------------- | ---------------------------- | -------------------- | ------------- |
| 2015 | Mi2                   | »Čista jeba« (Mi2)                      | Muff (Muff)                                         | Alma Merklin                 | N/A                  | [ 9 ] [ 10 ]  |
| 2016 | Nina Pušlar           | »Ledena« (Siddharta)                    | DNA D (Dan D)                                       | Jardier                      | Alfi Nipič           | [ 11 ]        |
| 2017 | Hamo & Tribute 2 Love | »Noben me ne razume« (Nipke)            | Charlatan de Balkan (Magnifico)                     | Prismojeni profesorji bluesa | Laibach              | [ 12 ]        |
| 2018 | Koala Voice           | »Valovi« (Gašper ft. Zala Kralj)        | Magenta (Raiven)                                    | MRFY                         | Iztok Mlakar         | [ 13 ] [ 14 ] |
| 2019 | Siddharta             | »Medrevesa« (Siddharta)                 | Nomadi (Siddharta)                                  | Zala Kralj & Gašper Šantl    | Janez Bončina - Benč | [ 15 ] [ 16 ] |
| 2020 | Dan D                 | »Ker tu je vse tako lepo« (Koala Voice) | Knjiga pohval in pritožb (Dan D)                    | Joker Out                    | Marko Brecelj        | [ 17 ]        |
| 2021 | Joker Out             | »Ne naredi mi tega« (Dan D)             | Enkratna, neponovljiva (Okustični & Jadranka Juras) | Wckd Nation                  | Vlado Kreslin        | [ 18 ]        |
| 2022 | Joker Out             | »Prjatučki« (MRFY)                      | Plata (Koala Voice)                                 | Hauptman                     | Jani Kovačič         | [ 19 ]        |
| 2023 | MRFY                  | »Angeli« (MRFY)                         | Use (MRFY)                                          | Masayah                      | Andrej Šifrer        | [ 20 ]        |
| 2024 | Joker Out             | »Zavedno« (Masayah)                     | Zavedno (Masayah)                                   | Masharik                     | Oto Pestner          | [ 21 ]        |
| 2025 | MRFY                  | »Tonemo« (MRFY)                         | X (Siddharta)                                       | Delta Riff                   | Neca Falk            | [ 22 ]        |

1. ↑  Kovačič je nagrado odklonil.

Nagrade se podeljujejo za preteklo ustvarjalno leto.
Večkratni nagrajenci
| Št. nagrad | Izvajalec                 |
| ---------- | ------------------------- |
| 7          | MRFY                      |
| 5          | Siddharta                 |
| 4          | Dan D                     |
| 4          | Joker Out                 |
| 3          | Koala Voice               |
| 3          | Masayah                   |
| 2          | Mi2                       |
| 2          | Zala Kralj & Gašper Šantl |

## Seznam nominirancev

### 2017–2019
2017 (za leto 2016)
| Skladba leta 2016 | Izvajalec leta 2016                                                                        | Album leta 2016 | Novinec leta 2016                                                          | Življenjsko delo                                                   |
| --- | ------------------------------------------------------------------------------------------ | --- | -------------------------------------------------------------------------- | ------------------------------------------------------------------ |
| - »Noben me ne razume« (Nipke) - »Ka se je dielu sviet« (Bakalina & Salamandra Salamandra) - »Vrhovi« (Neisha) - »Nov planet« (Raiven) - »Žive naj vsi narodi« (Zlatko) | - Hamo & Tribute 2 Love - Matter - Siddharta - Mi2 - Prismojeni profesorji bluesa - Raiven | - Charlatan de Balkan (Magnifico) - Nabiralka zvezd (Tabu) - Španabije (Bakalina) - Infra & Ultra (Siddharta) - Das Lied der Maschinen (Werefox) | - Prismojeni profesorji bluesa - Daniel Vezoja - BQL - Sandra Erpe - Brest | - Laibach - Buldožer - Avtomobili - Jan Plestenjak - Vlado Kreslin |

2018 (za leto 2017)
| Skladba leta 2017                                                                                           | Album leta 2017                                                                                               | Izvajalec leta 2017                                                                  | Novinec leta 2017                                      | Življenjsko delo |
| --- | --- | ------------------------------------------------------------------------------------ | ------------------------------------------------------ | ---------------- |
| - »Valovi« (Gašper ft. Zala Kralj) - »Povej« (Raiven) - »Maska« (Bo!) - »Anakin« (MRFY) - »Vrhovi« (Neisha) | - Magenta (Raiven) - 3p (Hamo & Tribute 2 Love) - Wolkenfabrik (Koala Voice) - Vrhovi (Neisha) - Mrk (Matter) | - Koala Voice - Prismojeni profesorji bluesa - Hamo & Tribute 2 Love - MRFY - Raiven | - MRFY - Zala Kralj - Tretji kanu - 2B - Lamai - Brest | - Iztok Mlakar   |

2019 (za leto 2018)
| Skladba leta 2018 | Album leta 2018 | Izvajalec leta 2018                                                                  | Novinec leta 2018                                                              | Življenjsko delo       |
| --- | --- | ------------------------------------------------------------------------------------ | ------------------------------------------------------------------------------ | ---------------------- |
| - »Medrevesa« (Siddharta) - »A.M.L.P.« (Siddharta) - »Ker tu je vse tako lepo« (Koala Voice) - »Boli me k« (Dan D) - »Sinner« (Fed Horses) - »Umru zate« (MRFY) | - Nomadi (Siddharta) - Story (MRFY) - Milo za drago (Dan D) - Woo Horsie (Koala Voice) - The Sound of Music (Laibach) | - Siddharta - MRFY - Koala Voice - Hamo & Tribute 2 Love - Zala Kralj & Gašper Šantl | - Zala Kralj & Gašper Šantl - Leonart - Fed Horses - Lumberjack - Haiku Garden | - Janez Bončina - Benč |

### 2020–2022
2020 (za leto 2019)
| Skladba leta 2019 | Album leta 2019 | Izvajalec leta 2019 | Novinec leta 2019                                                                           | Življenjsko delo |
| --- | --- | --- | ------------------------------------------------------------------------------------------- | ---------------- |
| - »Ker tu je vse tako lepo« (Koala Voice) - »Absurdno lepa« (Voranc Boh) - »Adam in Eva« (Mi2) - »Boli me k« (Dan D) - »Eden tistih« (Lumberjack) - »Gola« (Joker Out) - »Meta« (Luka Basi) - »Najini koraki« (2B) - »Še zorijo jagode« (Gušti) | - Knjiga pohval in pritožb (Dan D) - 4K (Hamo & Tribute 2 Love) - ID20 (Siddharta) - Luka Basi (Luka Basi) - Spremembe (Fed Horses) | - Dan D - 2B - Luka Basi - Fed Horses - Hamo & Tribute 2 Love - Koala Voice - Zala Kralj in Gašper Šantl - Lumberjack - Magnifico - Žan Serčič | - Joker Out - Luka Basi - Manca Berlec - Bombyx Lori - John F. Doe - Lumberjack - Eva Pavli | - Marko Brecelj  |

2021 (za leto 2020)
| Skladba leta 2020 | Album leta 2020 | Izvajalec leta 2020                                                               | Novinec leta 2020                                            | Življenjsko delo |
| --- | --- | --------------------------------------------------------------------------------- | ------------------------------------------------------------ | ---------------- |
| - »Ne naredi mi tega« (Dan D) - »Prismojeni?« (Prismojeni profesorji bluesa) - »Čudeži« (Žan Serčič) - »A vid'š, kar vidm'm« (Ekvorna) - »Kje so rože« (2B) | - Enkratna, neponovljiva (Okustični & Jadranka Juras) - Prismojeni? (Prismojeni profesorji bluesa) - Iz moje sobe (Žan Serčič) - Beautiful Disasters (AKA Neomi) - Čas je (Andraž Hribar) | - Joker Out - Alo!Stari - Žan Serčič - Batista Cadillac - Nina Pušlar - Luka Basi | - Wckd Nation - Alo!Stari - Vazz - Batista Cadillac - Stella | - Vlado Kreslin  |

Kandidate za nominirance so zbrali z javnim pozivom ustvarjalcem in založbam. Prejeli so skoraj 2000 prijav. V poštev so prišle skladbe, ki so bile prvič javno predvajane med oktobrom 2019 in decembrom 2020.
2022 (za leto 2021)
| Izvajalec leta 2021                                                      | Novinec leta 2021                                         | Skladba leta 2021 | Album leta 2021 | Življenjsko delo                  |
| ------------------------------------------------------------------------ | --------------------------------------------------------- | --- | --- | --------------------------------- |
| - Joker Out - Alo!stari - Hamo & Tribute2love - Koala Voice - Mi2 - Mrfy | - Hauptman - Jet Black Diamonds - Leopold I. - LUMA - SBO | - »Prjatučki« (Mrfy) - »A sem ti povedal« (Joker Out) - »Bits« (Dan D) - »Še je dobro« (Gušti) - »Umazane misli« (Joker Out) - »Vukovi« (Koala Voice) - »Zaljubila« (Mrfy) | - Plata (Koala Voice) - Akustika (Big Foot Mama) - Črno na Belem (Mi2) - Finished, Not Perfect (Hauptman) - Pa kaj te s tao je (Alo!stari) - Umazane misli (Joker Out) | - Jani Kovačič (nagrado odklonil) |

V poštev so prišli novi albumi in fonogrami, ki so nastali med 1. oktobrom 2020 in 31. decembrom 2021 in so bili javno predvajani ali dani na voljo v letu 2021 v Republiki Sloveniji ter niso bili nominirani za zlato piščal leto prej. Kandidate za nominirance so zbrali z javnim pozivom ustvarjalcem in založbam. Prejeli so skoraj 2000 predlogov.

### 2023−2025
2023 (za leto 2022)
| Izvajalec leta 2022                                                                    | Novinec leta 2022                                     | Skladba leta 2022 | Album leta 2022 | Življenjsko delo |
| -------------------------------------------------------------------------------------- | ----------------------------------------------------- | --- | --- | ---------------- |
| - MRFY - Alo!Stari - Batista Cadillac - Hamo & Tribute 2 Love - Joker Out - Žan Serčič | - Masayah - Hoffman - Kokosy - Regen - Žigan Krajnčan | - »Angeli« (MRFY) - »Argentina« (Fed Horses) - »California« (Regen) - »Iskra« (Zlatko) - »Kamiondžija« (Luka Basi) - »Kinderšpil« (Leopold I.) - »Le ob tebi« (Maraaya) - »Mim pravil« (Batista Cadillac) - »Ni panike« (Masayah) - »Nočna zver« (AKA Neomi) - »San Francisco« (MRFY) - »Zadnja noč« (Žan Serčič) | - Use (MRFY) - Batista Cadillac (Batista Cadillac) - Demoni (Joker Out) - Dvigam jadra (Neisha) - The Vocabulary of Madness (Silence) - Youth (Regen) | - Andrej Šifrer  |

Prijavljenih je bilo skoraj 2000 glasbenih del. V poštev so prišla dela, ki so nastala med 1. oktobrom 2021 in 31. decembrom 2022 ter so bila javno predvajana ali dana na voljo v letu 2022 v Republiki Sloveniji in še niso bila med nominiranci ali prejemniki nagrade zlata piščal v preteklem letu.
2024 (za leto 2023)
| Izvajalec leta                                                                            | Novinec leta                                          | Skladba leta | Album leta | Življenjsko delo |
| ----------------------------------------------------------------------------------------- | ----------------------------------------------------- | --- | --- | ---------------- |
| - Joker Out - Fed Horses - freekind. - KOKOSY - Masayah - MRFY - Nina Pušlar - Žan Serčič | - Masharik - 3:rma - Astrid - Dora Tomori - freekind. | - »Zavedno« (Masayah) - »Brat moj« (Masharik) - »Carpe Diem« (Joker Out) - »Malo, malo« (Nina Pušlar) - »Mlad« (Fed Horses) - »Prepovedana« (Siddharta) - »Rada znala bi plesati« (Regen) | - Zavedno (Masayah) - Čudež (Tokac & Emanuela) - Čustveni vrtiljak (KOKOSY) - Fusion Reactor (Žigan Krajnčan) - Since Always and Forever (freekind.) | - Oto Pestner    |

2025
| Izvajalec leta                                                        | Novinec leta                                                                                         | Skladba leta | Album leta | Življenjsko delo |
| --------------------------------------------------------------------- | --- | --- | --- | ---------------- |
| - MRFY - AKA Neomi - Joker Out - Koala Voice - Siddharta - Žan Serčič | - Delta Riff - Blaž Mencinger - Ember - KiKi - Long Dumb Voices - Martina Mravinec Bohte - Yoko Nono | - »Tonemo« (MRFY) - »1Minuta« (Siddharta) - »Bela lilija« (Žan Serčič) - »Labirint« (Maja Keuc) - »Polka za dva milijona folka« (Hitmacher in Ansambel Stil) - »Tebe imam rajši od drugih« (Koala Voice) | - X (Siddharta) - Auf Wiedersehen (Koala Voice) - Lepo se svetiš v temi (AKA Neomi) - Retrovizor (Hitmacher) - Sončnice (Maja Keuc) - Souvenir Pop (Joker Out) | - Neca Falk      |